# Fritillaria minima
Fritillaria minima är en liljeväxtart som beskrevs av Edward Martyn Rix. Fritillaria minima ingår i Klockliljesläktet och i familjen liljeväxter. Inga underarter finns listade.